# Andromeda (Rembrandt)
Andromeda è un dipinto a olio su tavola (34,1×25 cm) realizzato nel 1629 dal pittore Rembrandt Harmenszoon Van Rijn. È conservato nel Mauritshuis dell'Aia.

## Descrizione
Il dipinto fu eseguito dall'artista durante il suo periodo di permanenza a Leida, durante il quale molti dei suoi lavori ebbero soggetti mitologici tratti dalle Metamorfosi di Ovidio, infatti presenta molte vicinanze nel gioco di luce e ombra con il Geremia eseguito l'anno successivo, dove lo sfondo non è stato di proposito particolarmente curato. Il soggetto di Andromeda è rappresentato parzialmente nudo, anche se inizialmente l'artista aveva dipinto le gambe, coperte poi in un secondo tempo..
Cassiopea, moglie del re di Etiopia e madre di Andromeda, si vantava della propria bellezza, provocando l'ira di Poseidone: questi pretese, come punizione per la sua superbia, che la figlia venisse consegnata a un mostro marino. Legata ad uno scoglio, la fanciulla venne abbandonata al suo destino: così la troviamo in questo dipinto, prima che giunga Perseo a salvarla.
L'iconografia del quadro si diversifica dalla tradizione, che vuole presenti il mostro e l'eroe salvatore: l'artista preferì invece isolare l'apice della vicenda nella figura decontestualizzata di Andromeda, concentrando tutto il pathos nel suo volto disperato.